# West Coast Computer Faire

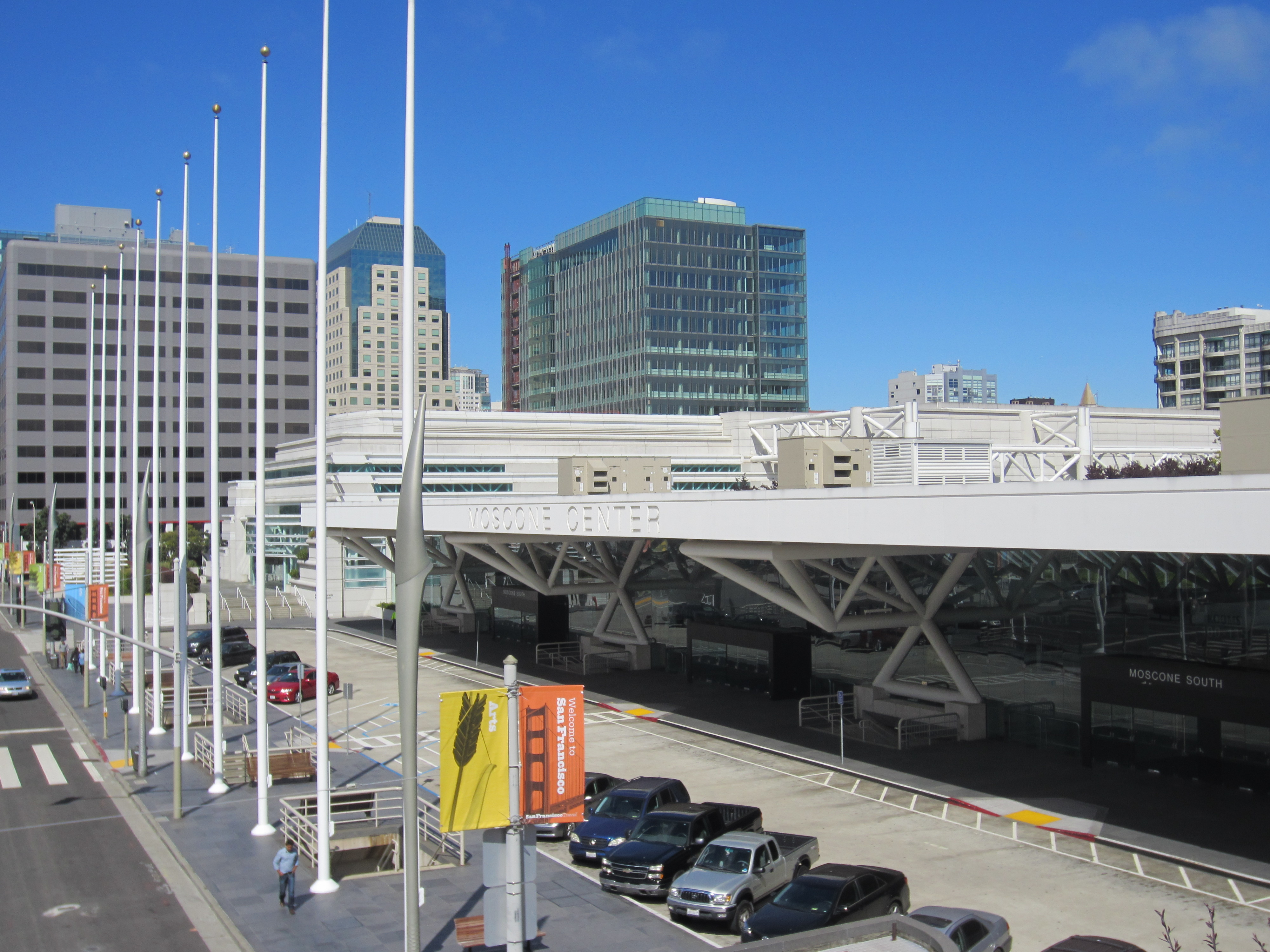
Tagungsort der West Coast Computer Faire war von 1984 bis 1991 das Moscone Center in San Francisco

Die West Coast Computer Faire (deutsch „Westküsten-Computer-Messe“) war eine von 1977 bis 1991 jährlich, zumeist in der kalifornischen Hafenstadt San Francisco, stattfindende Warenschau und Konferenz für Rechnertechnik.
Zur Zeit ihrer ersten Eröffnung, am 16. April 1977, war sie die weltweit größte Messe ihrer Art und legte einen besonderen Fokus darauf, den Personal Computer (PC) populär zu machen. Ab 1984 fand sie im Moscone Center (Bild) von San Francisco statt, das 16. und letzte Mal vom 30. Mai bis zum 2. Juni 1991.